# Europees kampioenschap basketbal vrouwen 1985
Het 20e Europees kampioenschap basketbal vrouwen vond plaats van 8 tot 15 september 1985 in Italië. 12 nationale teams speelden in Vicenza en Treviso om de Europese titel.

## Voorronde
De 12 deelnemende landen zijn onderverdeeld in twee poules van zes landen. De top twee van elke poule plaatsten zich voor de halve finales.

### Groep A
| Datum        | Land              | Score   | Land        |
| ------------ | ----------------- | ------- | ----------- |
| 8 september  | Roemenië          | 57 – 92 | Joegoslavië |
| 8 september  | Tsjecho-Slowakije | 71 – 65 | Frankrijk   |
| 8 september  | Nederland         | 58 – 78 | Bulgarije   |
| 9 september  | Tsjecho-Slowakije | 52 – 79 | Roemenië    |
| 9 september  | Nederland         | 39 – 57 | Frankrijk   |
| 9 september  | Bulgarije         | 66 – 67 | Joegoslavië |
| 10 september | Frankrijk         | 70 – 62 | Roemenië    |
| 10 september | Nederland         | 52 – 71 | Joegoslavië |
| 10 september | Tsjecho-Slowakije | 89 – 93 | Bulgarije   |
| 11 september | Nederland         | 71 – 60 | Roemenië    |
| 11 september | Frankrijk         | 44 – 60 | Bulgarije   |
| 11 september | Tsjecho-Slowakije | 82 – 79 | Joegoslavië |
| 12 september | Roemenië          | 74 – 72 | Bulgarije   |
| 12 september | Tsjecho-Slowakije | 65 – 64 | Nederland   |
| 12 september | Joegoslavië       | 64 – 72 | Frankrijk   |

| Groep A |                   |             |             |             |            |            |            |        |
| #       | Land              | Wedstrijden | Wedstrijden | Wedstrijden | Doelpunten | Doelpunten | Doelpunten | Punten |
| #       | Land              | G           | W           | V           | V          | T          | Saldo      | Punten |
| 1       | Bulgarije         | 5           | 3           | 2           | 369        | 332        | +37        | 8      |
| 2       | Tsjecho-Slowakije | 5           | 3           | 2           | 359        | 380        | -21        | 8      |
| 3       | Frankrijk         | 5           | 3           | 2           | 308        | 296        | +12        | 8      |
| 4       | Joegoslavië       | 5           | 3           | 2           | 373        | 329        | +44        | 8      |
| 5       | Roemenië          | 5           | 2           | 3           | 332        | 357        | -25        | 7      |
| 6       | Nederland         | 5           | 1           | 4           | 284        | 331        | -47        | 6      |

### Groep B
| Datum        | Land      | Score    | Land        |
| ------------ | --------- | -------- | ----------- |
| 8 september  | Spanje    | 65 – 78  | Hongarije   |
| 8 september  | België    | 36 – 84  | Polen       |
| 8 september  | Italië    | 57 – 75  | Sovjet-Unie |
| 9 september  | Hongarije | 76 – 54  | Polen       |
| 9 september  | België    | 46 – 95  | Sovjet-Unie |
| 9 september  | Italië    | 77 – 46  | Spanje      |
| 10 september | Hongarije | 65 – 87  | Sovjet-Unie |
| 10 september | Italië    | 90 – 37  | België      |
| 10 september | Spanje    | 70 – 65  | Polen       |
| 11 september | Spanje    | 84 – 51  | België      |
| 11 september | Polen     | 51 – 77  | Sovjet-Unie |
| 11 september | Italië    | 51 – 61  | Hongarije   |
| 12 september | Spanje    | 42 – 115 | Sovjet-Unie |
| 12 september | België    | 40 – 83  | Hongarije   |
| 12 september | Italië    | 69 – 74  | Polen       |

| Groep B |             |             |             |             |            |            |            |        |
| #       | Land        | Wedstrijden | Wedstrijden | Wedstrijden | Doelpunten | Doelpunten | Doelpunten | Punten |
| #       | Land        | G           | W           | V           | V          | T          | Saldo      | Punten |
| 1       | Sovjet-Unie | 5           | 5           | 0           | 449        | 261        | +188       | 10     |
| 2       | Hongarije   | 5           | 4           | 1           | 363        | 297        | +66        | 9      |
| 3       | Italië      | 5           | 2           | 3           | 344        | 293        | +51        | 7      |
| 4       | Polen       | 5           | 2           | 3           | 328        | 328        | 0          | 7      |
| 5       | Spanje      | 5           | 2           | 3           | 307        | 386        | -79        | 7      |
| 6       | België      | 5           | 0           | 5           | 210        | 436        | -226       | 5      |

## Plaatsingswedstrijden 9e-12e plaats
| Datum                 | Land   | Score   | Land      |
| --------------------- | ------ | ------- | --------- |
| 14 september          | Spanje | 56 – 44 | Nederland |
| 14 september          | België | 55 – 70 | Roemenië  |
| 15 sept. (11e plaats) | België | 41 – 70 | Nederland |
| 15 sept. (9e plaats)  | Spanje | 73 – 93 | Roemenië  |

## Plaatsingswedstrijden 5e-8e plaats
| Datum                | Land        | Score   | Land        |
| -------------------- | ----------- | ------- | ----------- |
| 14 september         | Italië      | 71 – 83 | Joegoslavië |
| 14 september         | Polen       | 59 – 57 | Frankrijk   |
| 15 sept. (7e plaats) | Italië      | 63 – 55 | Frankrijk   |
| 15 sept. (5e plaats) | Joegoslavië | 76 – 58 | Polen       |

## Halve finales
| Datum        | Land        | Score    | Land              |
| ------------ | ----------- | -------- | ----------------- |
| 14 september | Sovjet-Unie | 111 – 43 | Tsjecho-Slowakije |
| 14 september | Hongarije   | 67 – 73  | Bulgarije         |

## Bronzen finale
| Datum        | Land              | Score    | Land      |
| ------------ | ----------------- | -------- | --------- |
| 15 september | Tsjecho-Slowakije | 76 – 103 | Hongarije |

## Finale
| Datum        | Land        | Score    | Land      |
| ------------ | ----------- | -------- | --------- |
| 15 september | Sovjet-Unie | 103 – 69 | Bulgarije |

## Eindrangschikking
| Goud   | Sovjet-Unie       |
| Zilver | Bulgarije         |
| Brons  | Hongarije         |
| 4      | Tsjecho-Slowakije |
| 5      | Joegoslavië       |
| 6      | Polen             |

| 7  | Italië    |
| 8  | Frankrijk |
| 9  | Roemenië  |
| 10 | Spanje    |
| 11 | Nederland |
| 12 | België    |

1938 · 
1950 · 
1952 · 
1954 · 
1956 · 
1958 · 
1960 · 
1962 · 
1964 · 
1966 · 
1968 · 
1970 · 
1972 · 
1974 · 
1976 · 
1978 · 
1980 · 
1981 · 
1983 · 
1985 · 
1987 · 
1989 · 
1991 · 
1993 · 
1995 · 
1997 · 
1999 · 
2001 · 
2003 · 
2005 · 
2007 · 
2009 · 
2011 · 
2013 · 
2015 · 
2017 · 
2019 · 
2021 · 
2023 · 
2025